# Costachorema brachypterum
Costachorema brachypterum är en nattsländeart som beskrevs av Mcfarlane 1939. Costachorema brachypterum ingår i släktet Costachorema och familjen Hydrobiosidae. Inga underarter finns listade i Catalogue of Life.